# Фазаново
Фазаново (болг. Фазаново) — село в Болгарии. Находится в Бургасской области, входит в общину Царево. Население составляет 46 человек.

## Политическая ситуация
Фазаново подчиняется непосредственно общине и не имеет своего кмета.
Кмет (мэр) общины Царево — Георги Лапчев (Граждане за европейское развитие Болгарии, ГЕРБ) по результатам выборов в правление общины.